# (400272) 2007 RL227
(400272) 2007 RL227 es un asteroide perteneciente al cinturón de asteroides, descubierto el 10 de septiembre de 2007 por el equipo del Spacewatch desde el Observatorio Nacional de Kitt Peak, Arizona, Estados Unidos.

## Designación y nombre
Designado provisionalmente como 2007 RL227.

## Características orbitales
2007 RL227 está situado a una distancia media del Sol de 2,413 ua, pudiendo alejarse hasta 2,815 ua y acercarse hasta 2,011 ua. Su excentricidad es 0,166 y la inclinación orbital 2,200 grados. Emplea 1369,42 días en completar una órbita alrededor del Sol.

## Características físicas
La magnitud absoluta de 2007 RL227 es 18,1.